# 倫納德 (密歇根州)
倫納德（英語：Leonard）是位於美國密歇根州奧克蘭縣艾迪生鎮區的一個村。

## 人口
根據2020年美國人口普查的數據，倫納德的面積為2.57平方千米，當中陸地面積為2.57平方千米，而水域面積為0.00平方千米。當地共有人口377人，而人口密度為每平方千米146人。